# Constelaciones familiares
La constelación familiar —Familienaufstellung en alemán— es una pseudoterapia que postula que las personas son capaces de percibir de forma inconsciente patrones y estructuras en las relaciones familiares y que estos quedan memorizados, sirviendo como esquemas afectivos y cognitivos que afectan su conducta. 
Se apoya en conceptos pseudocientíficos como la resonancia mórfica y el misticismo cuántico por lo que carece de evidencia objetiva de su eficacia. También toma elementos no reconocidos de la antropología social, la teoría sistémica, psiquiatría y el psicoanálisis.

## Historia
En 1993 Bert Hellinger, junto con Gunthard Webber y Hunter Beaumont, publicó Zweierlei Glück. Konzept und Praxis der systemischen Psychotherapie (Fortuna caprichosa. Concepto y práctica de la psicoterapia sistémica), editado también en inglés (Hellinger et al., 1998). En este libro anotó sus observaciones empíricas sobre las constelaciones con el objetivo de divulgar el método. Él afirma que durante la década de 1980 conoció leyes que explican las consecuencias trágicas para los integrantes de una familia.  Su teoría de las constelaciones familiares estaba dirigida a la solución y reversión de esas consecuencias. 
En su libro Love's Own Truths: Bonding and Balancing in Close Relationships (Hellinger, 2001), Hellinger comenta que su primer encuentro con las «constelaciones familiares» fue en Estados Unidos, cuando en los años 70 asistió a un taller dado por Ruth McClendon y Les Kadis.

## Críticas
Existen pocas investigaciones científicas sobre las constelaciones familiares; sin embargo, han comenzado a surgir estudios que ofrecen referencias positivas sobre esta terapia.
No existe evidencia científica publicada por revistas especializadas que avale la eficacia de las constelaciones familiares. Su fundamento, utilidad y resultados no se han demostrado, aunque algunos estudios experimentales lo han intentado. Al carecer de controles fiables como el doble ciego y no haber pasado por la revisión por pares antes de su publicación, su validez como evidencia es baja. Por ello, actualmente no se puede asegurar que los resultados sean atribuibles a esta técnica y no al efecto placebo. Esta situación se ha denunciado en diversas publicaciones.